# Sommerviller
Sommerviller est une commune française située dans le département de Meurthe-et-Moselle, en région Grand Est. Elle appartient à la communauté de communes des Pays du Sel et du Vermois et à l'aire urbaine de Nancy.
Ses habitants sont appelés les Sommervillois.

## Géographie
Sur la route départementale D 2 entre Crévic et Dombasle-sur-Meurthe, arrosée par la rivière Sânon.
| Haraucourt           |             | Crévic   |
|                      | Sommerville |          |
| Dombasle-sur-Meurthe |             | Flainval |

### Hydrographie
La commune est dans le bassin versant du Rhin au sein du bassin Rhin-Meuse. Elle est drainée par le canal de la Marne au Rhin, le ruisseau Laxant et le Sanon,.
Le canal de la Marne au Rhin, long de 293 km et comportant 178 écluses à l'origine, relie la Marne (à Vitry-le-François) au Rhin (à Strasbourg). Par le canal latéral de la Marne, il est connecté au réseau navigable de la Seine vers l'Île-de-France et la Normandie. 

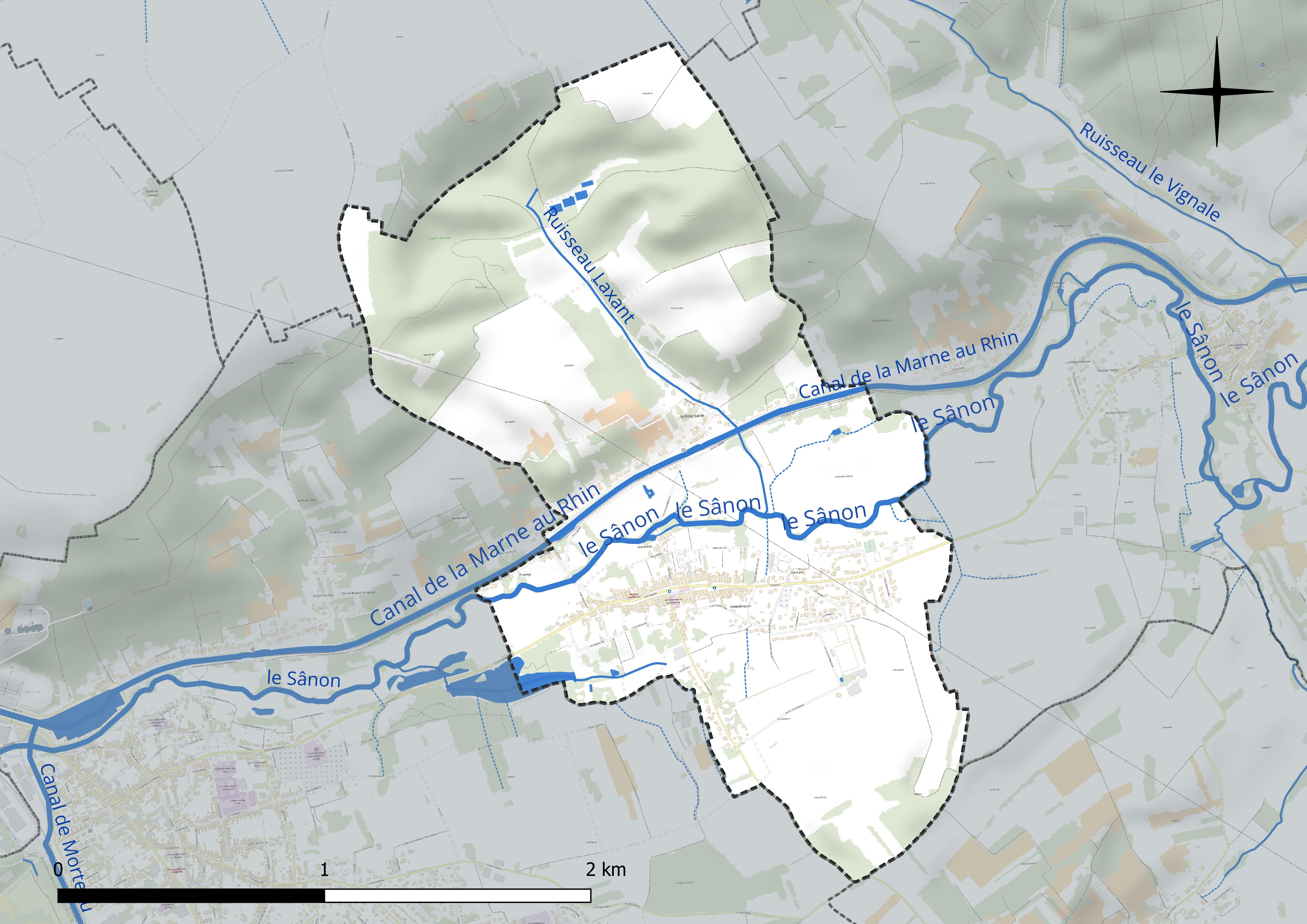
Réseau hydrographique de Sommerviller.

### Climat
Pour des articles plus généraux, voir Climat du Grand Est et Climat de Meurthe-et-Moselle.
En 2010, le climat de la commune est de type climat océanique dégradé des plaines du Centre et du Nord, selon une étude du Centre national de la recherche scientifique s'appuyant sur une série de données couvrant la période 1971-2000. En 2020, Météo-France publie une typologie des climats de la France métropolitaine dans laquelle la commune est exposée à un climat semi-continental et est dans la région climatique  Lorraine, plateau de Langres, Morvan, caractérisée par un hiver rude (1,5 °C), des vents modérés et des brouillards fréquents en automne et hiver. 
Pour la période 1971-2000, la température annuelle moyenne est de 9,8 °C, avec une amplitude thermique annuelle de 16,9 °C. Le cumul annuel moyen de précipitations est de 790 mm, avec 11,6 jours de précipitations en janvier et 9,4 jours en juillet. Pour la période 1991-2020, la température moyenne annuelle observée sur la station météorologique de Météo-France la plus proche, « Nancy-Essey », sur la commune de Tomblaine à 13 km à vol d'oiseau, est de 11,0 °C et le cumul annuel moyen de précipitations est de 746,3 mm. 
La température maximale relevée sur cette station est de 40,1 °C, atteinte le 24 juillet 2019 ; la température minimale est de −24,8 °C, atteinte le 21 février 1956,,. 
Les paramètres climatiques de la commune ont été estimés pour le milieu du siècle (2041-2070) selon différents scénarios d'émission de gaz à effet de serre à partir des nouvelles projections climatiques de référence DRIAS-2020. Ils sont consultables sur un site dédié publié par Météo-France en novembre 2022.

## Urbanisme

### Typologie
Au 1er janvier 2024, Sommerviller est catégorisée ceinture urbaine, selon la nouvelle grille communale de densité à sept niveaux définie par l'Insee en 2022.
Elle appartient à l'unité urbaine de Dombasle-sur-Meurthe, une agglomération intra-départementale regroupant quatre  communes, dont elle est une commune de la banlieue,,. Par ailleurs la commune fait partie de l'aire d'attraction de Nancy, dont elle est une commune de la couronne,. Cette aire, qui regroupe 353 communes, est catégorisée dans les aires de 200 000 à moins de 700 000 habitants,.

### Occupation des sols
L'occupation des sols de la commune, telle qu'elle ressort de la base de données européenne d’occupation biophysique des sols Corine Land Cover (CLC), est marquée par l'importance des territoires agricoles (63,8 % en 2018), en diminution par rapport à 1990 (69,1 %). La répartition détaillée en 2018 est la suivante : terres arables (25,2 %), prairies (22,9 %), forêts (21,4 %), zones agricoles hétérogènes (15,5 %), zones urbanisées (14,8 %), cultures permanentes (0,3 %). L'évolution de l’occupation des sols de la commune et de ses infrastructures peut être observée sur les différentes représentations cartographiques du territoire : la carte de Cassini (XVIIIe siècle), la carte d'état-major (1820-1866) et les cartes ou photos aériennes de l'IGN pour la période actuelle (1950 à aujourd'hui).

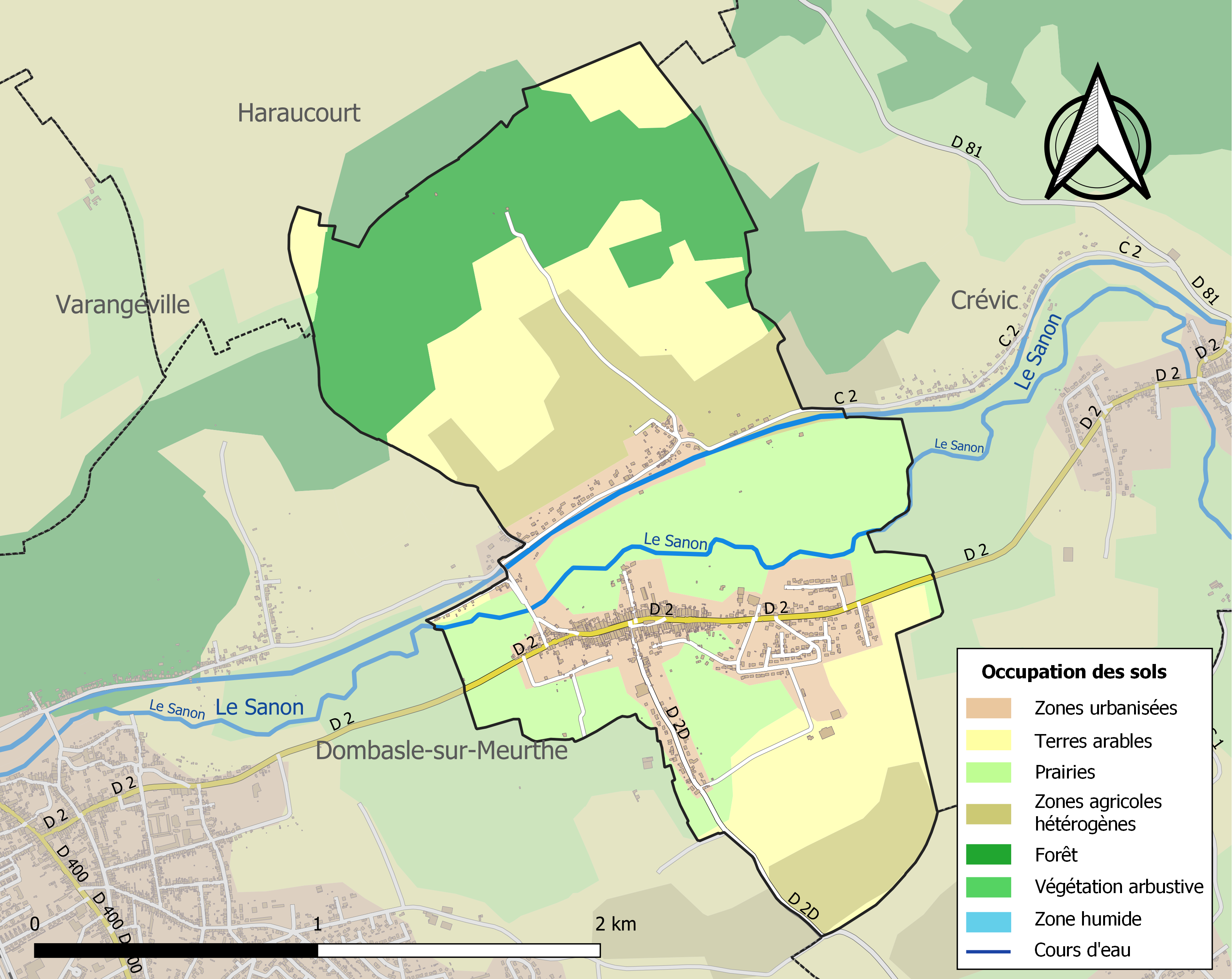
Carte des infrastructures et de l'occupation des sols de la commune en 2018 (CLC).

## Toponymie
Le nom de la localité est attesté sous les formes Samerviler (1178), Samervile (1186), Soumerviller (1353), Soumeviller (1425), Sommeviler (1526)[réf. nécessaire], Sommerviller (1793), Sommervillers (cartes de Cassini).

## Histoire
- Origine et occupation antiques.
- Jadis partagée en deux bans qui relevaient de Dombasle et de Crévic.
- Le fief de Sommerviller relevait de la châtellenie et du bailliage de Nancy.

## Politique et administration
| Période                                  | Période                   | Identité                                        | Étiquette | Qualité     |
| ---------------------------------------- | ------------------------- | ----------------------------------------------- | --------- | ----------- |
| Les données manquantes sont à compléter. |                           |                                                 |           |             |
| 1945                                     | 1962                      | François Cuny                                   | SFIO      | Electricien |
| 1965                                     | 1995                      | Francis Weber                                   |           |             |
| mars 2001                                | avril 2014                | Monique Gridel                                  |           |             |
| avril 2014                               | En cours (au 28 mai 2020) | Stéphane Lejeune Réélu pour le mandat 2020-2026 |           |             |

Par arrêté préfectoral de la préfecture de la région Grand-Est en date du 9 décembre 2022, la commune de Sommerviller a intégré l'arrondissement de Nancy au 1er janvier 2023.

## Population et société

### Démographie
L'évolution du nombre d'habitants est connue à travers les recensements de la population effectués dans la commune depuis 1793. Pour les communes de moins de 10 000 habitants, une enquête de recensement portant sur toute la population est réalisée tous les cinq ans, les populations de référence des années intermédiaires étant quant à elles estimées par interpolation ou extrapolation. Pour la commune, le premier recensement exhaustif entrant dans le cadre du nouveau dispositif a été réalisé en 2008.

En 2022, la commune comptait 1 002 habitants, en évolution de +1,62 % par rapport à 2016 (Meurthe-et-Moselle : −0,13 %, France hors Mayotte : +2,11 %).
| 1793 | 1800 | 1806 | 1821 | 1831 | 1836 | 1841 | 1846 | 1851 |
| ---- | ---- | ---- | ---- | ---- | ---- | ---- | ---- | ---- |
| 588  | 601  | 594  | 615  | 634  | 641  | 559  | 607  | 624  |

| 1856 | 1861 | 1872 | 1876 | 1881 | 1886 | 1891 | 1896 | 1901 |
| ---- | ---- | ---- | ---- | ---- | ---- | ---- | ---- | ---- |
| 586  | 693  | 623  | 740  | 736  | 718  | 744  | 782  | 809  |

| 1906 | 1911 | 1921 | 1926 | 1931 | 1936 | 1946 | 1954 | 1962 |
| ---- | ---- | ---- | ---- | ---- | ---- | ---- | ---- | ---- |
| 941  | 935  | 866  | 858  | 856  | 845  | 840  | 892  | 845  |

| 1968 | 1975 | 1982 | 1990 | 1999 | 2006 | 2008 | 2013 | 2018 |
| ---- | ---- | ---- | ---- | ---- | ---- | ---- | ---- | ---- |
| 838  | 978  | 953  | 955  | 954  | 923  | 914  | 931  | 994  |

| 2022  | - | - | - | - | - | - | - | - |
| ----- | - | - | - | - | - | - | - | - |
| 1 002 | - | - | - | - | - | - | - | - |

### Enseignement
Les élèves de la commune dépendent de l'académie de Nancy-Metz.
Il y a une école primaire publique (maternelle et élémentaire) dans la commune. Le collège le plus proche se situe à Dombasle-sur-Meurthe.

## Culture locale et patrimoine

### Lieux et monuments

#### Édifices civils
- Traces de vestiges gallo-romains (?) Facilement visible du ciel
- Éléments d'architecture linteaux datés 18e ; ancienne maison curiale, trois fontaines, moulin 18e sur fondations antiques.
- Pont à trois arches (dit : le pont de pierre ) dont une refaite en béton à l'issue de la dernière guerre (sabotage allemand).
- Monument 1885 par Bussières.
- Canal de la Marne-au-Rhin, port, écluse.
- Saline Durnesse, puis de Crévic. Institution d'une première concession d'exploitation du sel par dissolution le 26 juillet 1868 au profit de C. Durnesse de Saint Nicolas de port. Fonçage du premier trou de sonde au cours de l'année 1870, extension du périmètre de la concession le 18 janvier 1873. Construction de l'usine de janvier à juillet 1873 qui comprend : puits de sondage et bâtiment de la pompe, quatre travées de poêles, magasin à sel, bâtiment de régie et de direction. Dénommée par la suite saline de Crévic. Nouveau trou de sonde foré au sud de la concession entre 1900 et 1903, abandonné en 1913. Date de désaffectation inconnue, actuellement vestiges. 4 000 tonnes de sel produites en 1913, 3200 en 1923.
- L'architecture typiquement lorraine du village (longiligne) est remarquable en son centre, ainsi que les anciens murs d'enceinte à hauteur des jambes des chevaux (rue des Salines).

#### Édifices religieux

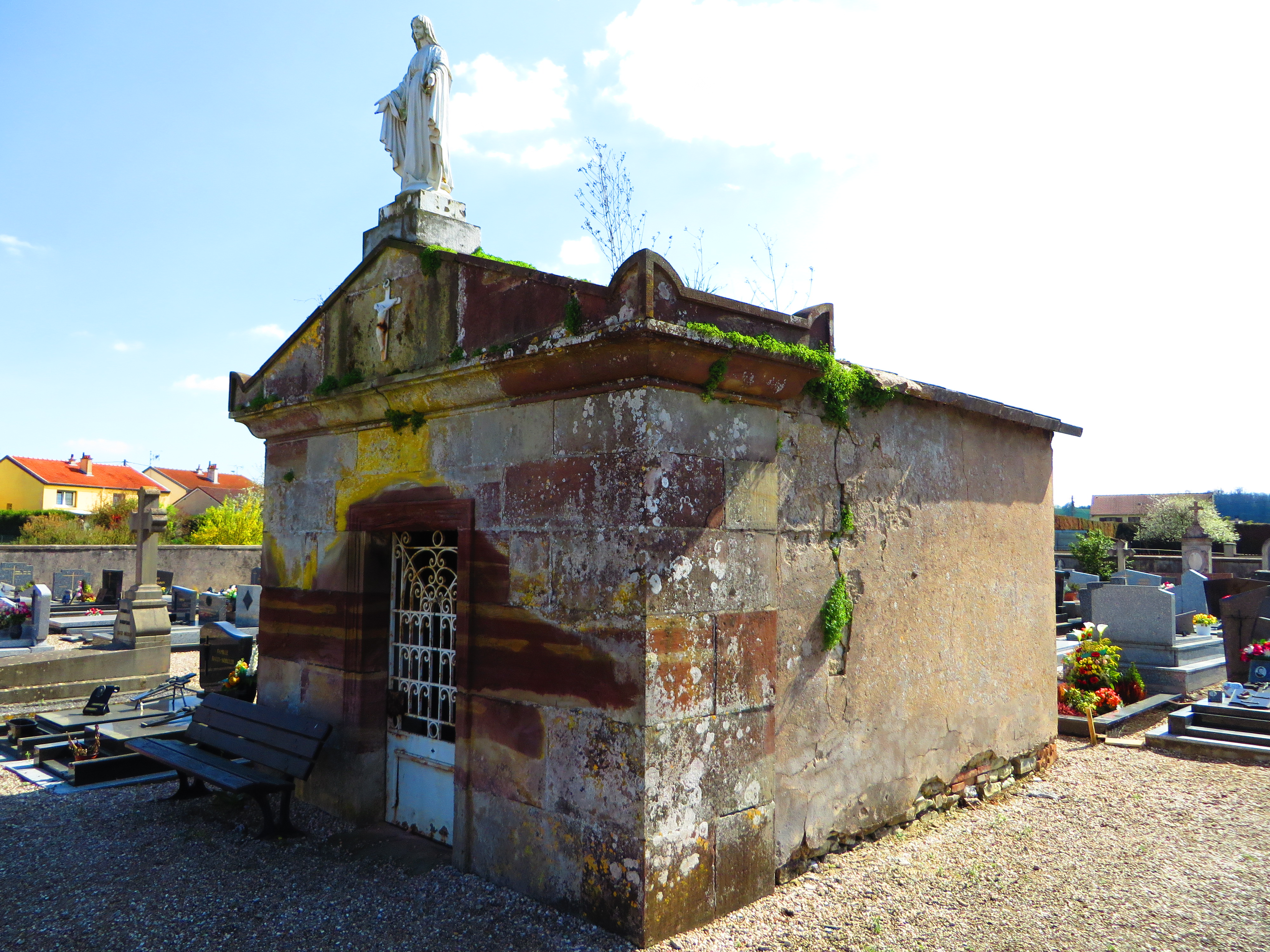
Chapelle Guyon.

- Église Saint-Gérard (1740) : église-grange de type rhénan, abside semi-octogonale ; maître-autel et tabernacle XVIIIe, chaire et buffet d'orgue XVIIIe, buste et châsse de saint Gérard de 1715 (relique).
- Grotte de Lourdes (1954).
- Calvaire XVIIe/XVIIIe.
- Chapelle Guyon au cimetière.

### Personnalités liées à la commune
- Félix Noël (1798-1883), agronome et maire de Sommerviller de 1856 à 1883, bienfaiteur de la commune. Son buste exécuté par Ernest Bussière est inauguré en 1895 sur la place du village[23].
- Grégory Wimbée, qui a joué au football au FC Sommerviller dans sa jeunesse.
- David Guerault, qui a également joué au FC Sommerviller dans sa jeunesse.

### Héraldique
| Blason de Sommerviller | Blason  | Blasonnement : d'azur à la jumelle d'argent mise en fasce accompagnée d'une étoile d'or en chef et d'un soc de charrue contourné d'or en pointe. |
| Blason de Sommerviller | Détails | Après la mort de Stanislas, Elisabeth Durival regroupa à Sommerviller ce qui restait de la cour du Roi de Pologne. Elle était appelée par Madame de Boufflers "La céleste" d'où le champ d'azur. Le Chevalier de Boufflers la nommait "la sublime fée de Sommerviller", d'où l'étoile en chef. La jumelle mise en fasce se trouve dans les armes de la famille Malclerc, seigneur du lieu aux XVIe siècle et XVIIe siècle. Enfin le soc de charrue évoque la mémoire de Félix Noël agronome de renom, maire de la commune pendant 34 ans. Adopté par la commune depuis novembre 1977 |